# Muntele Apo
Muntele Apo (Mount Apo) este cel mai înalt munte din Filipine; el are altitudinea de 2.954 m deasupra n.m.
Muntele se află situat în provincia Cotabato la câțiva kilometri sud-vest de orașul Davao City pe insula Mindanao. El a fost pentru prima oară escaladat în anul 1880 de către o grupă de alpiniști conduși de Don Joaquin Rajal. Mount Apo este un punct de atracție pentru turiștii iubitori de drumeție, urcușul pe munte fiind relativ ușor. Totuși se recomandă angajarea unui ghid pentru a se evita rătăcirea în junglă. Muntele Apo, din punct de vedere geologic, este un stratovulcan cu trei piscuri.